# کشور ناشناخته (فیلم ۲۰۲۲)
کشور ناشناخته (به انگلیسی: The Unknown) یک فیلم درام آمریکایی محصول سال ۲۰۲۲ به کارگردانی موریسا مالتز، برگرفته از فیلمنامه مالتز با بازی لیلی گلادستون، لینی بیرکیلر گریو و وانارا تاینگ است.
این فیلم اولین نمایش جهانی خود را در ۱۳ مارس ۲۰۲۲ در جنوب از جنوب غربی انجام داد. این فیلم توسط موزیک باکس فیلمز در ایالات متحده در ۲۸ ژوئیه ۲۰۲۳ منتشر شد.

## داستان
زنی غمگین پس از دریافت یک دعوت غیرمنتظره برای پیوستن به خانواده اوگلا لاکوتا که از او دور شده بود، وارد یک سفر جاده‌ای در غرب آمریکا می‌شود.

## بازخوردها
- در وب‌سایت جمع‌آوری نقد راتن تومیتوز از ۵۰ نقد منتقد، با میانگین امتیاز ۷٫۹ از ۱۰ مثبت است.[۶]
- در متاکریتیک که از میانگین وزنی استفاده می‌کند، بر اساس ۱۴ منتقد، امتیاز ۸۲ از ۱۰۰ را به فیلم اختصاص داد که نشان دهنده «تحسین جهانی» است.[۷]